# Mukhed, Aurad
Mukhed là một làng thuộc tehsil Aurad, huyện Bidar, bang Karnataka, Ấn Độ.